# あざーっす!
『あざーっす!』は、TBS系列（一部を除く）で放送されていたバラエティ番組である。制作局のTBSでは、2005年4月6日から同年9月28日まで、毎週水曜23:55 ‐ 翌0:25(JST)に放送された。
アンタッチャブル（山崎弘也・柴田英嗣）が初司会を務めた番組である。番組タイトルは、バラエティ番組などでアンタッチャブルが口にする決まり文句（「ありがとうございます!」を大声かつ早口で言うとこのように聞こえる）に由来する。
スタジオにゲストを招いてトークをした後、アンタッチャブルがそれぞれロケに行ったVTRが放送された。

## 出演者
司会
- アンタッチャブル（柴田英嗣・山崎弘也）

レギュラー
- 竹山隆範（カンニング）
- 石垣佑磨
- 浅見れいな

主なゲスト
- KABA.ちゃん
- 板尾創路（130R）
- 村野武範
- 安田美沙子
- 水野裕子
- ラッキィ池田
- おぎやはぎ（矢作兼・小木博明）
- バナナマン（設楽統・日村勇紀）
- チョップリン（西野恭之介・小林幸太郎）
- ガリットチュウ（熊谷岳大・福島善成）
- 次長課長（河本準一・井上聡）

他

## スタッフ
- ナレーション : 中村正、佐藤アサト
- 構成 : 福原フトシ、榊暁彦、藤谷弥生、大井洋一
- SW（スイッチャー） : 千葉明律
- CAM（カメラマン） : 吉田剛
- VE（ビデオエンジニア）: 徳永一馬
- VTR : 小出秀久
- 音声 : 西田敏
- 照明 : 谷田部恵美
- セットデザイナー : 熊崎真知子
- 大道具 : 中里昭博
- 小道具 : 米山幸市
- 電飾 : 佐藤勉
- 衣裳 : 須崎美和
- メイク : 鰕澤真由美
- VTR編集 : 栗原康幸
- MA : 西村善雄、轉石裕治
- 音効 : 大久保吉久
- TK（タイムキーパー）: 野村佳乃子
- AD（アシスタントディレクター）：及川桂一、鈴木章友、三枝浩史
- AP（アシスタントプロデューサー） : 福田日登美
- デスク : 椿美貴子
- 制作進行 : 片山久美子
- ディレクター : 首藤光典、柳信也、石黒光典、青山優子、宇野史子、陣崎行夫
- 演出 : 坂田栄治
- プロデューサー : 石橋孝之
- チーフプロデューサー : 荒井昌也
- 技術協力 : 池田屋、交音社、テクノマックス、オムニバス・ジャパン
- 照明・美術協力 : アートフォー
- 収録スタジオ : 天王洲スタジオ
- 制作協力 : 極東電視台（表示なし）
- 制作 : TBSテレビ
- 製作著作 : TBS

## ネット局
| 放送対象地域   | 放送局                | 系列    | 放送日時                           | 備考       |
| -------------- | --------------------- | ------- | ---------------------------------- | ---------- |
| 関東広域圏     | 東京放送（TBS）       | TBS系列 | 水曜 23時55分 - 翌0時25分          | 制作局     |
| 岩手県         | IBC岩手放送（IBC）    | TBS系列 | 水曜 23時55分 - 翌0時25分          | 同時ネット |
| 宮城県         | 東北放送（TBC）       | TBS系列 | 水曜 23時55分 - 翌0時25分          | 同時ネット |
| 山形県         | テレビユー山形（TUY） | TBS系列 | 水曜 23時55分 - 翌0時25分          | 同時ネット |
| 福島県         | テレビユー福島（TUF） | TBS系列 | 水曜 23時55分 - 翌0時25分          | 同時ネット |
| 新潟県         | 新潟放送（BSN）       | TBS系列 | 水曜 23時55分 - 翌0時25分          | 同時ネット |
| 長野県         | 信越放送（SBC）       | TBS系列 | 水曜 23時55分 - 翌0時25分          | 同時ネット |
| 静岡県         | 静岡放送（SBS）       | TBS系列 | 水曜 23時55分 - 翌0時25分          | 同時ネット |
| 岡山県・香川県 | 山陽放送（RSK）       | TBS系列 | 水曜 23時55分 - 翌0時25分          | 同時ネット |
| 愛媛県         | あいテレビ（ITV）     | TBS系列 | 水曜 23時55分 - 翌0時25分          | 同時ネット |
| 高知県         | テレビ高知（KUTV）    | TBS系列 | 水曜 23時55分 - 翌0時25分          | 同時ネット |
| 長崎県         | 長崎放送（NBC）       | TBS系列 | 水曜 23時55分 - 翌0時25分          | 同時ネット |
| 熊本県         | 熊本放送（RKK）       | TBS系列 | 水曜 23時55分 - 翌0時25分          | 同時ネット |
| 大分県         | 大分放送（OBS）       | TBS系列 | 水曜 23時55分 - 翌0時25分          | 同時ネット |
| 宮崎県         | 宮崎放送（MRT）       | TBS系列 | 水曜 23時55分 - 翌0時25分          | 同時ネット |
| 鹿児島県       | 南日本放送（MBC）     | TBS系列 | 水曜 23時55分 - 翌0時25分          | 同時ネット |
| 沖縄県         | 琉球放送（RBC）       | TBS系列 | 水曜 23時55分 - 翌0時25分          | 同時ネット |
| 近畿広域圏     | 毎日放送（MBS）       | TBS系列 | 木曜 0時55分 - 1時25分（水曜深夜） | 7日遅れ    |
| 中京広域圏     | 中部日本放送（CBC）   | TBS系列 | 金曜 0時55分 - 1時25分（木曜深夜） | 8日遅れ    |
| 北海道         | 北海道放送（HBC）     | TBS系列 | 土曜 1時50分 - 2時20分（金曜深夜） | 9日遅れ    |
| 福岡県         | RKB毎日放送（RKB）    | TBS系列 | 火曜 23時55分 - 翌0時25分          | 13日遅れ   |
| 広島県         | 中国放送（RCC）       | TBS系列 | 水曜 0時25分 - 0時55分（火曜深夜） | 13日遅れ   |